# مذبحة الخليل (1929)

جريدة تظهر مقالة عن المذابح التي جرت في الخليل

مجزرة الخليل أو مجزرة حبرون (بالعبرية: טבח חברון) هي مجزرة وقعت في 24 آب/أغسطس 1929 في الخليل، أيام الانتداب البريطاني على فلسطين، حيث تم قتل 67 يهودياً من سكان المدينة على يد عرب فلسطينيين معظمهم من القرى المجاورة للمدينة وبعضهم من سكان المدينة العرب.

## خلفية

### أصل الطوائف الخليلية
تعتبر مدينة الخليل مدينة مقدسة في كل من اليهودية والإسلام. كانوا العرب المسلمين يسكنون الخليل منذ أيام عمر بن الخطاب في القرن السابع للميلاد. يقال إن أول عربي مسلم استقر في المدينة كان تميم الداري من الصحابة. أما اليهود فسكنوا المدينة حتى القرن الخامس للميلاد حيث هجروها عندما ساءت العلاقات بين اليهود والإمبراطورية البيزنطية. كان عدد اليهود في المدينة قليلا نسبيا حتى نهاية القرن السادس عشر، أيام الدولة العثمانية، عندما استقرت فيها مجموعة من اليهود السفارديين. في غضون القرن التاسع عشر انضم إلى يهود الخليل عدد من اليهود الأشكناز، وفي 1924 أقاموا فيها يشيفا (مدرسة يهودية دينية). كانت العلاقات بين العرب الفلسطينيين واليهود هادئة نسبيا.

### سياسة الانتداب البريطاني
أقيم الانتداب البريطاني على فلسطين على أساس وعد بلفور الذي دعا إلى إقامة «بيت قومي» يهودي في فلسطين. في بداية فترة الانتداب تعاونت سلطات الانتداب مع الحركة الصهيونية لتشجيع هجرة اليهود إلى فلسطين (التي أخذت تتكثف منذ نهاية القرن التاسع عشر) وإلى إقامة تجمعات يهودية جديدة في فلسطين الانتدابية. في عشرينات القرن العشرين زاد التوتر بين اليهود والعرب الفلسطينيين إذ خشي العرب من فقدان حقوقهم إثر سياسة سلطات الانتداب وتعاونها مع الحركة الصهيونية. يقول بيني موريس وهو مؤرخ يهودي إسرائيلي: «بحلول سنة 1929 فهم العرب النمو غير المتناسق لليهود المدعوم بمقاييس حكومة الانتداب سيؤدي إلى تحويل العرب إلى أقلية في بلادهم»

## سلسلة الأحداث
في 14 آب (أغسطس) 1929 تظاهر 6000 يهودي في تل أبيب منشدين «الحائط لنا» بإشارة منهم إلى حائط المبكى، أي حائط البراق، ومتحدين بذلك الوضع الراهن والقائم منذ أيام الدولة العثمانية التي سمحت لليهود بأداء صلواتهم قبال الحائط بشرط ألا يضعوا الكراسي أو المقاعد الراسخة بجانبه. بعد هذه المظاهرة بيومين وكردة فعل قام الفلسطينييون بمظاهرة مضادة في القدس. وفي 23 آب 1929 نظمت مجموعة من أفراد الحركة الصهيونية اليمينية «بيتار» مسيرة تظاهرية في القدس التي انتهت باشتباكات عنيفة بين اليهود والعرب المقدسيين انتشرت بسرعة إلى أنحاء المدينة. وفي اليوم التالي، في ظل إشاعات كأنّ اليهود ينوون الاستيلاء على المسجد الأقصى، قامت مجموعات من العرب الفلسطينيين المسلحين بمهاجمة اليهود في القدس وصفد والخليل وغيرها من المدن.
حسب تقارير الصحف في ذلك الحين كان معظم المهاجمين في الخليل من أبناء القرى العربية المجاورة للخليل. حسب تقرير زميرا ماني في صحيفة هآرتس من 12 أيلول (سبتمبر) 1929، وهي إحدى الناجين من المجزرة التي كانت في 16 من عمرها في ذلك الحين، فهي وأبناء عائلتها استعانوا بأبو عيد زيتون، أحد الخليليين العرب الذي جاء إلى بيتهم مسلحاً لينقذهم ويدافع عنهم، والذي أنقذ أيضاً يهوداً آخرين من المجزرة.

## النتائج

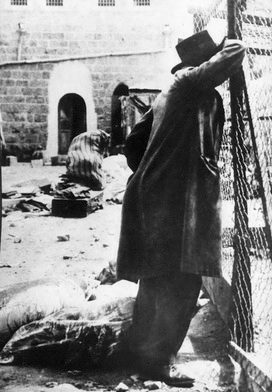
يهودي في حداد على ضحايا المجزرة

بلغ عدد الضحايا اليهود 67 نسمة من ضمنهم كان هنالك أيضاً 12 من النساء وثلاث أطفال تحت سن الثالثة. تم جرح 58، منهم العديد من النساء والاطفال. اصيب 49 اصابات بالغة واصيب 17 بجروح طفيفة. تم دفن جثث 57 ضحية يهود في مقابر جماعية من قبل العرب، دون اعتبار لطقوس الدفن اليهودية. وصف خطاب من يهود الخليل إلى المفوض السامى حالات تعذيب وتشويه واغتصاب.
غادر جميع الناجين من المجزرة المدينة، وانتقلت اليشيفا الخليلية إلى القدس. في 1931 كانت محاولة لإقامة الطائفة اليهودية الخليلية من جديد، ولكن جميع اليهود غادروا المدينة في 1936 إثر استئناف التوتر بين المسلمين واليهود في فلسطين.

## إعادة توطين اليهود بعد عام 1967
خلال حرب الأيام الستة عام 1967، احتلت إسرائيل الخليل عندما استولت على الضفة الغربية من الأردن. السكان، خشية أن يقتلهم الجنود الإسرائيليين انتقاما لأحداث عام 1929، لوحوا باعلام بيضاء من منازلهم، وسلموا أسلحتهم طوعا. بعد ذلك استقر إسرائيليون في الخليل كجزء من برنامج التوطين الإسرائيلى، وأنشئت لجنة الجالية اليهودية في الخليل باعتبارها الهيئة البلدية للمستوطنين. اليوم، يعيش حوالي 500-800 إسرائيليون في الحي القديم في المدينة. يتحكم الجيش الإسرائيلي في حوالي 20٪ من الخليل لحماية السكان اليهود، مع وقوع ما تبقى من المدينة تحت حكم السلطة الفلسطينية. يعيش معظم المستوطنين اليهود في منطقة خارج بلدية الخليل، في مستوطنة كريات أربع المجاورة.
انقسم أحفاد الناجين، حيث يقول البعض انهم يرغبون في العودة، ولكن فقط عندما يمكن للسكان العرب واليهود ايجاد وسيلة للعيش معا بسلام. في عام 1996، قام 37 من أحفاد مجتمع الخليل ما قبل عام 1929، بينهم سبعة أفراد من عائلة سلونيم، بنشر بيان تبرؤا فيه من مستوطني الخليل الجدد، قائلين فيه أن «هؤلاء المستوطنين هم غرباء عن طريقة عيش يهود الخليل، الذين خلقوا على مر الأجيال ثقافة سلام وتفاهم بين الشعوب والأديان في المدينة». آخرون من الناجين وأحفاد الناجين يدعمون المجتمع اليهودي الجديد في الخليل.